# Quercus cocciferoides
Quercus cocciferoides — вид рослин з родини букових (Fagaceae), поширений у Китаї.

## Опис
Дерево до 15 метрів заввишки і більше; часто кущистий, малорозгалужений. Молоді гілочки запушені, стають чорнуватими й голими, з сочевичками. Листки напіввічнозелені, субшкірясті, вузько-еліптичні або овально-ланцетні до довгастих, 2–8 × 1–3 см; верхівка загострена і гостра; основа вузько закруглена або клиноподібна; верх голий; низ голий за винятком окремих волосків, але молоде листя запушене; ніжка запушена, 5–8 мм. Період цвітіння: квітень — червень. Жіночі суцвіття 25 мм, 4–5-квіткові. Жолуді майже кулясті, у діаметрі 10 мм; чашечка охоплює 3/4 горіха; дозрівають першого року у вересні — листопаді.

## Середовище проживання
Поширений у Китаї (Юньнань, Сичуань, Шеньсі). Населяє вапнякові ґрунти та гірські схили; також росте у сухих долинах; на висотах від 1000 до 3000 метрів.